# Lansdowne Studios
Pour les articles homonymes, voir Lansdowne.
Les studios Lansdowne étaient des studios d'enregistrements installés dans le bâtiment appelé "Lansdowne House" situé Lansdowne Road, Holland Park à Londres. Ils ont été créés en 1956 par le producteur anglais Dennis Preston avec l'aide des deux ingénieurs du son, Adrian Kerridge et Joe Meek. En septembre 2006, après près de cinquante années de sevices, ils ont définitivement fermé leurs portes.

## Historique

### Lansdowne House
Lansdowne House fut construit en 1902 par le milliardaire sud-africain William Flodhart qui voulait que les artistes peintres en difficultés puissent vivre et travailler. le studio d'enregistrement principal était à l'époque un court de squash et la cabine était une salle pour les fumeurs.

### Les studios
Dennis Preston, spécialisé dans le jazz, avait supervisé les enregistrements de la plupart des grands artistes de jazz britanniques, principalement dans les studios IBC de Londres. En 1956, il créa son propre label "Lansdowne Records" et installa à "Lansdowne House" ses studios d'enregistrements avec l'aide de Joe Meek qui contribua à la construction de la première console 12 pistes qui équipa le studio, elle fut construite par EMI dans ses usines de Hayes. Les studios Lansdowne devinrent les premiers studios d'enregistrements indépendants de Londres.
Le premier grand succès enregistré à Lansdowne House fut la reprise de "Cumberland Gap" par Lonnie Donegan enregistré en février 1957 par Joe Meek  qui atteint la première place des charts britanniques et qui eut un grand impact sur la musique populaire en lançant le "Skiffle" en Grande-Bretagne.
En janvier 1960 après un différend avec Dennis Preston, Joe Meek quitte les "Lansdowne Studios" pour fonder "Triumph Records", son assistant Adrian Kerridge devint l'ingénieur du son en titre du studio et en 1977, son manager officiel. En 1967, la console EMI fut modifiée par Kerridge et Clive Green le fondateur de la compagnie Cadac, spécialisée dans les consoles d'enregistrements ce qui amènera le studio à s'équiper dans les années soixante-dix et jusqu'en 1990 de consoles Cadac.
À travers les cinquante années de son existence, de nombreux artistes enregistreront leur albums dans ces studios. De 1969 à 1974, Claude François y enregistra les orchestrations de plusieurs de ses albums[réf. souhaitée]. Il servira aussi à de nombreux diffuseurs de radio et télévision comme la BBC (The Black and White Minstrels Show) où Yorkshire Television (The Beiderbeck Affair). Une des dernières chanteuses à utiliser le studio fut Loreena McKennitt pour son album An Ancient Muse.

### Propriété après la fermeture du studio
En 2006, Jeff et Audrey Lovelock ont acheté 1 Lansdowne House au propriétaire et ingénieur du studio, Adrian Kerridge. En 2012, la rénovation a été présentée sur Grand Designs (10-24-2012),,.
Audrey, architecte d'intérieur, s'est chargée du projet de rénovation d'une durée de trois ans. Les trois étages - premier étage, rez-de-chaussée et sous-sol - comprenaient le studio d'enregistrement, un fumoir et un bain thermal. Plusieurs éléments d'origine datant de 1902 ont été restaurés -- manteaux de cheminée, le parquet et la conduit de cheminée de 90 pieds. Les principales sources de lumière naturelle du soleil sont les fenêtres d'origine du rez-de-chaussée de 12 pieds et deux puits de lumière à panneaux et à pics complexes,.
En 2017, les Lovelocks ont vendu cet appartement de quatre chambres d'une superficie de 5 000 m², qui comportait ensuite des salles de réception surélevées, des sols en marbre, grande cour fermée et une cave à vin.

## Équipement
- De 1957 à juin 1970: console EMI Group Hayes 12:2 tube desk
- Juin 1970: console Cadac 24 pistes avec enregistreur Scully 8 pistes, magnétophone Ampex 4 pistes, magnétophone Telefunken M10 8 pistes, préampli Ampex 351, 2 systèmes de reverbèration EMT.
- 1972: console Cadac 28-24, enregistreur Studer A 80 16 pistes, amplificateurs Cadac, moniteurs Altec et Cadac, compresseurs Fairchild et Teletronix.

## Quelques artistes qui y ont enregistré
- les albums, singles où bandes originales indiqués ici ont été enregistrés en partie ou en entier au Lansdowne Studios[1],[9].

| - Acker Bilk: - "Stranger on the Shore" (single) - 1961 - "Mood for Love" (album) - 1966 - Acker Bilk and his Paramount Jazz Band: - "Mr Acker Bilk Lansdowne Folio" (album) - 1961 - Acker and Bent Fabric: "Together" (album) - 1966 - Salvatore Adamo: "Par les temps qui courent" (album) - 2001 - Amancio D'Silva: "Reflections" (album) - 1971 - The Animals: "Animalisme" (album) - 1966 - Arid: "Little Things of Venom" (album) - 1998 - Arman Ratip: "The Spy from Istanbul" (album) - 1973 - Babe Ruth: "Babe Ruth" (album) - 1975 - The Gordon Beck Quartet: Experiments with Pops (album) -1968 - David Byron: "Baby Faced Killer" (album) - 1978 - Ian Carr: "Belladonna" (album) - 1972 - Tony Coe: - "Zeitgeist" (album) - 1977 - "les Voix D'Itxassou" (album) - 2005 - Colosseum: - "Those Who Are About to Die Salute You" (album) - 1969 - "Daughter of Time" (album) - 1970 - "Colosseum Live" (album - mixage) - 1971 - Dario G: "Sunmachine" (album) - 1998 - Michel Delpech - "Quand j'étais chanteur" (single) - 1975 - "Tu me fais planer" (single) - 1976 - Bruce Dickinson: "Skunk Works" (album) - 1996 - Donovan: "Mellow Yellow" - 1967 - Marianne Faithfull: "Marianne Faithfull" (album) - 1965 - Georgie Fame: "Sweet Things" (album) - 1966 - Maynard Ferguson: - Mr. Horn" (album) - 1970 - Mr. Horn Two" (album) - 1972 - Bryan Ferry: "As Time Goes By" (album) - 1999 - Geordie: "Don't Be Fooled by the Name" (album) - 1974 - Christopher Gunning: - "The Big Batallions" (album) - 1992 - "Wild Africa" (album) - 2001 - Ken Hensley: - "Proud Words On a Dusty Shelf" (album) - 1973 - "Eager to Please" (album - 1975 | - John Mayer: Dhammapada (album) -1976 - Loreena McKennitt: "An Ancient Muse" (album) - 2006 - Eddy Mitchell: "C'est facile / Cash" (single) - 1972 - Michael Nyman: - "Drowning by Numbers" (BO) - 1988 - "The Cook, the Thief, His Wife and her Lover" (BO) - 1989 - The Ogre (BO) - 1996 - Osibisa - "Happy Children" (album) - 1973 - "Osibirock" (album) - 1974 - Graham Parker: - "Squeezing Out Sparks" (album) - 1979 - "The Mona Lisa's Sister" (album) - 1988 - Johnny Pearson Orchestra: "Sleepy Shores" (album) - 1972 - Plastic Ono Band: "Don't Worry Kyoko" (single) - 1969 - Michel Polnareff: "Polnareff's" (album) - 1971 - Queen: "A Night at the Opera" (album) - 1975 - Gerry Rafferty: "Night Owl" (album) - 1979 - Sex Pistols: "Spunk" (album) - 1977 - Rod Stewart: "An Old Raincoat Won't Ever Let You Down" (album) - 1970 - Donn Reynolds: "The Donn Reynolds Songbag" (EP) - 1956 - The Rubettes: - "Wear It's At" (album) - 1974 - "We Can Do It" (album) - 1975 - "Rubettes" (album) - 1975 - Strawbs: "Grave New World" (album) - 1972 - The Troggs: "The Troggs Tapes" - 1976 - Uriah Heep: - Very 'eavy... Very 'umble (album) - 1970 - Salisbury (album) - 1971 - Look at Yourself (album) - 1971 - Demons and Wizards (album) - 1972 - The Magician's Birthday (album) - 1972 - Uriah Heep Live (mixage) - 1973 - Return to Fantasy (en partie) - 1975 - The Lansdowne Tapes (album) - 1994 - Charlie Watts Quintet: "One for Charlie" (album) - 1993 - Roger Whittaker: "Head On Down the Road" (album) - 1973 |

The Natural Acoustic Band (Tom Hoy Krysia Kocjan and Robin Thyne) 
Recorded “Branching In” 1972 produced by Milton Okun